# Famille de Muzillac
La famille de Muzillac est une famille éteinte de la noblesse française d'extraction féodale. 
Elle prouva neuf générations à la réformation de 1669.
En 1789, un membre de la famille de Muzillac participe aux élections des députés de la noblesse aux États généraux : François-Gabriel-César de Musuillac .

## Généalogie
(février 2023).
La mise en forme du texte ne suit pas les recommandations de Wikipédia : il faut le « wikifier ».
Les points d'amélioration suivants sont les cas les plus fréquents. Le détail des points à revoir est peut-être précisé sur la page de discussion.
- Les titres sont pré-formatés par le logiciel. Ils ne sont ni en capitales, ni en gras.
- Le texte ne doit pas être écrit en capitales (les noms de famille non plus), ni en gras, ni en italique, ni en « petit »…
- Le gras n'est utilisé que pour surligner le titre de l'article dans l'introduction, une seule fois.
- L'italique est rarement utilisé : mots en langue étrangère, titres d'œuvres, noms de bateaux, etc.
- Les citations ne sont pas en italique mais en corps de texte normal. Elles sont entourées par des guillemets français : « et ».
- Les listes à puces sont à éviter, des paragraphes rédigés étant largement préférés. Les tableaux sont à réserver à la présentation de données structurées (résultats, etc.).
- Les appels de note de bas de page (petits chiffres en exposant, introduits par l'outil «  Source ») sont à placer entre la fin de phrase et le point final[comme ça].
- Les liens internes (vers d'autres articles de Wikipédia) sont à choisir avec parcimonie. Créez des liens vers des articles approfondissant le sujet. Les termes génériques sans rapport avec le sujet sont à éviter, ainsi que les répétitions de liens vers un même terme.
- Les liens externes sont à placer uniquement dans une section « Liens externes », à la fin de l'article. Ces liens sont à choisir avec parcimonie suivant les règles définies. Si un lien sert de source à l'article, son insertion dans le texte est à faire par les notes de bas de page.
- La présentation des références doit suivre les conventions bibliographiques. Il est recommandé d'utiliser les modèles {{Ouvrage}}, {{Chapitre}}, {{Article}}, {{Lien web}} et/ou {{Bibliographie}}. Le mode d'édition visuel peut mettre en forme automatiquement les références.
- Insérer une infobox (cadre d'informations à droite) n'est pas obligatoire pour parachever la mise en page.

Pour une aide détaillée, merci de consulter Aide:Wikification.
Si vous pensez que ces points ont été résolus, vous pouvez retirer ce bandeau et améliorer la mise en forme d'un autre article.
- Bernard de Musullac en 1070.
  - Rioc de Musullac est mentionné dans le cartulaire de Redon.
    - Guéthenoc de Musullac

- Pierre de Muzillac, Témoin de la Fondation par Olivier de Dinan du Prieuré de Jugon, en 1109[2].

- En 1248, Alain de Musullac accompagne Saint-Louis lors de la Septième croisade.
- Pierre de Musuliac, Seigneur de Séréac en 1370.
  - Jean de Musuillac, Ecuyer d'écurie du Duc, Chambellan en 1421, Capitaine de Guérande en 1435.
  - Perinne de Musuillac, épouse Pierre de l'Hopital, Juge universel de Bretagne.
    - Jean de Musuillac, Echanson du duc en 1452.

- Pierre de Musuillac reçoit, en 1445, le collier de l'Ordre de l'Hermine, en 1458, écuyer du Duc, et Capitaine de vingt-cinq hommes d'armes[3].

### Arrêt de la réformation
```
 Guillaume de Mézuillac
[
4
]
, Seigneur de Kermainguy et de 
Trévaly
, vivait en 1430, 1439 et 1450,
    │
    ├─>   Jan de Musuillac, Seigneur de Kermenguy, épouse Marguerite du Juch, plus tard remariée à messire Henry du Juch, Chevalier, seigneur de Pratanroux.
    │        │
    │        └─> Jeanne de Musuillac, épouse de noble homme Jan du Pont, fils de Haut et Puissant Jan du Pont.
    │ 
    ├─> Thomasse de Musuillac, épousa par contrat du 4 février 
1450
, noble escuyer Jan de Sesmaisons, Seigneur de la Sausinière, fils de Gilles de Sesmaisons et de Patrice du Chatellier. Guillaume de Musuillac vivait encore en 1450 puisqu'il assigna pour dot, à sa fille Thomasse, la somme de cent livres de rente, et s'obligea de la tenir, elle et son mari, dans sa maison, à ses frais et dépens, pendant dix ans, avec un gentilhomme ou valet, et une demoiselle ou servante, et deux chevaux pour leur service. (d'Hozier, Armorial).
    │ 
    ├─>   Ollivier de Musuillac, Seigneur de Trévaly, épouse Marguerite du Couedic.adla b2327
    │        │
    │        ├─> Leonel de Musuillac, eut pour curateur Jan de Musuillac, son oncle. Il testa le 26 janvier 1470. Il épouse guillemette  de la salle (adla b2327)
    │        │      │
    │        │      └─>Jean de Musuillac, cette branche aînée paraît s'arrêter là, et la filiation donnée dans l'arrêt de la réformation est continuée par Jan de Musuillac, second fils d'Olivier et de Marguerite du Couëdic.
    │        │  
    │        └─>    Jan de Musuillac, Seigneur de Pontsal, épouse noble damoiselle Marion de Pontsal, veuve de Guillaume De Launay, Seigneur de Guergelin, par contrat fait au manoir épiscopal de Kerango, en présence de Révérend Père en Dieu, messire 
 Yves de Pontsal
, Évêque de 
Vannes
, oncle de la dite de Pontsal, le 8 aout 
1468
 ». Elle apporta la seigneurie de Kerdréan.
    │                  │ 
    │                  ├─>     Louis de Musuillac, Seigneur de Kerdréan, épouse noble damoiselle Alliette de Larlan, de la maison de Kercadio, dont :
    │                  │          │ 
    │                  │          └─>      Jehan de Musuillac, Seigneur de Kerdréan, 
avocat général au Parlement de Bretagne
, épousa damoiselle Julienne Eudo. Il institua, par testament du 7 mars 
1567
, M. Jean de Langle, conseiller à la cour, et Jacques Budes, Baron de Sacé, Seigneur du Hirel, procureur général pour tuteurs honoraires de ses enfants :
    │                  │                   │ 
    │                  │                   ├─> Gilles de Musuillac, Seigneur de Kerdréan, Kérglas (
Saint-Molf
, mourut sans hoirs.
    │                  │                   │ 
    │                  │                   ├─>       Guillaume de Musuillac épouse Jeanne de Langle, fille issue du 
1
er
 
mariage
 de Jean de Langle, Seigneur de la Billais, conseiller au 
Parlement de Bretagne
, et de Jeanne de Guéhenneuc, sa première femme. Elle fut nommée tutrice de ses enfants, en date du 12 septembre 
1588
, et mourut en 
1591
. dont sont issus :
    │                  │                   │            │ 
    │                  │                   │            ├─>        Georges de Musuillac, Seigneur de Kerdréan, de Kerglas, et de Pratulo (en 
Cléden-Poher
), reçut de 
Louis XIII
 le collier de 
chevalier de l'Ordre du Roi
, pour ses vertus et mérites, le 16 décembre 
1639
, et ce fut 
Charles du Cambout
, Seigneur 
Baron de Pontchâteau
, qui fut chargé de lui remettre le collier de l'Ordre, et d'en prendre le serment requis et accoutumé, en date du 12 avril 
1640
. Il épouse Catherine du Glas, héritière de la maison de Pratulo, fille d'escuier Jean du Glas, Seigneur de Pratulo, le Cran, etc., et de Jacquette du Plessis-Nizon, dont 6 enfants :
    │                  │                   │            │             │ 
    │                  │                   │            │             ├─> Jeanne de Musuillac, épouse Escuyer Alain de Goulhezre, Seigneur de Bigonnou, en 
Spézet
.
    │                  │                   │            │             │ 
    │                  │                   │            │             ├─> Marie de Musuillac, épouse François Le Roux, Seigneur du Runiou, en 
Gourin
.
    │                  │                   │            │             │ 
    │                  │                   │            │             ├─> Jean de Musuillac, né à 
Vannes
 le 22 février 
1609
, dont le nom est mentionné avec la date de 
1634
 sur la cloche de la chapelle de Pratulo, et figure aussi sur les registres de 
Gourin
, en 1632. Sans postérité et sans alliance connue.
    │                  │                   │            │             │ 
    │                  │                   │            │             ├─> Julien de Musuillac, né en 
1617
, vivait encore en 
1640
.
    │                  │                   │            │             │ 
    │                  │                   │            │             ├─>         Jacques de Musuillac, Chevalier, Seigneur de Kerdréan, Pratulo, le Cran (en 
Spézet
), Châtelain de 
Châteaugal
, des Isles, Crapado, le Tymeur, etc., faisant sa plus continuelle résidence à son château de Pratuloch, paroisse de 
Cléden-Poher
, épouse en premières noces, damoiselle Marguerite Capitaine et en secondes noces, damoiselle Catherine Guéguant, fille de messire Claude Guéguant et de Françoise de Brésal, Seigneur et dame de Kerbiguet (en 
Gourin
), née au 
château de Kerbiguet
, baptisée à 
Gourin
 le 20 juin 
1630
, de ce second mariage il n'est pas resté d'enfants ; mais du premier il y eut trois garçons et cinq filles.
    │                  │                   │             │            │              │
    │                  │                   │             │            │              ├─> Jacques-François de Musuillac, mourut à 
Paris
, jeune et sans alliance.
    │                  │                   │             │            │              │
    │                  │                   │             │            │              ├─> René-Louis de Musuillac, Seigneur de Kerdréan, épouse Julienne-Guyonne du Louet, fille de messire Jean du Louët, Seigneur de Penanvern, 
Chevalier de l'Ordre du Roi
, et de Marie Quemper de Lanascol. Elle se remaria, en 1678, à messire Pierre-François Le Jacobin, Seigneur de Keramprat, conseiller et garde-scel au Parlement, le 16 mai 
1681
. Elle mourut à 
Vannes
 le 4 janvier 
1688
, et fut inhumée dans la cathédrale. D'où une fille unique :
    │                  │                   │             │            │              │       │
    │                  │                   │             │            │              │       └─> Jeanne-Jacquette de Musuillac, née à 
Châteaugal
, seigneurie très importante, en 
Landeleau
, le 27 août 1676, baptisée en la chapelle de Châteaugal, le 20 septembre 1676 (Voir les Registres de Landeleau), mariée le 27 mars 1689, dans la chapelle des dames Ursulines de Carhaix, à messire Charles-François-Claude de Marboeuf, Seigneur Comte du Gué de Servon, Conseiller, puis Président aux enquêtes du 
Parlement de Bretagne
, fils de messire Claude de Marbeuf, seigneur de Laillé, Vicomte de Chemillier, Président à mortier au Parlement de Bretagne, et de Louise-Gabrielle du Louët. Elle mourut en Saint-Jean de Rennes, le 18 mai 1724.
    │                  │                   │             │            │              │ 
    │                  │                   │             │            │              ├─>          René-Jacques de Musuillac, Seigneur de Pratulo, épouse Jeanne de Trégoasec qui lui survécut. Elle fut cette dame de Pratulo qui donna asile, en 
1719
, au célèbre 
Marquis de Pontcallec
 ainsi qu'à 
du Couédic
, quelques mois avant leur arrestation, lorsqu'ils étaient traqués de tous côtés par les dragons de 
Montesquiou
[
Lequel ?
]
. dont 2 fils :
    │                  │                   │             │            │              │               │
    │                  │                   │             │            │              │               ├─>           Jacques-Hervé-Joseph de Musuillac, Chevalier, Seigneur Comte de Musuillac, Baron de Tréanna, Lieutenant-colonel du 
régiment du Dauphin dragons
, Chevalier de l'
ordre royal et militaire de Saint-Louis
, épousa, en 
1730
, haute et puissante dame Marie Suzanne Harquin, fille de messire Gilles-Claude Harquin, Seigneur de Kerourien et de Kerverniou, et de Marie-Rose de Tinténiac, d'où (entre autres):
    │                  │                   │             │            │              │               │                │
    │                  │                   │             │            │              │               │                ├─>  François-Gabriel-César de Musuillac, Seigneur Comte de Musuillac, Seigneur de Pratulo, Baron de Tréanna, Capitaine des vaisseaux du Roi, Chevalier de l'ordre royal et militaire de Saint-Louis, épouse, en premières noces, le 26 décembre 
1759
, en la cathédrale de 
Vannes
, haute et puissante dame Julie Paulin Charlotte Huchet de la Bédoyère née en 
1725
, fille de messire Hugues-Humbert Huchet de la Bédoyère, et de Marie-Aude-Jacquette du Chastel. Elle mourut sans enfants, à 
Vannes
, le 22 septembre 
1780
. Il épousa, en secondes noces, le 22 octobre 
1781
, Jeanne thérès Le Minier, dame de Léhélec, baptisée le 2 mars 
1754
, à la cathédrale de 
Vannes
, fille de messire François-Marie le Mintier, Seigneur Comte de Léhélec et autres lieux, et de feu haute et puissante dame Jeanne-Thérèse de Pluvié de Ménéhouarn ; ce mariage fut sans postérité comme le premier, et ici s'éteint le très ancien nom de Musuillac 
[
5
]
.
    │                  │                   │             │            │              │               │                │
    │                  │                   │             │            │              │               │                └─> Marie-Susanne-Augustine de Musuillac qui épouse messire Louis de Keroulas, enseigne des vaisseaux du Roi.
    │                  │                   │             │            │              │               │ 
    │                  │                   │             │            │              │               └─> Charles-Claude de Musuillac, appelé le chevalier de Musuillac.
    │                  │                   │             │            │              │ 
    │                  │                   │             │            │              ├─> Marie-Anne-Brigitte de Musuillac, épouse le 22 février 
1667
, Guy Corentin de Kergadalen, Seigneur Baron de Garlot, 
Chevalier de l'Ordre du Roi
, fils de François de Kergadalen, également 
Chevalier de l'Ordre du Roi
, et tous deux gentilshommes ordinaires de la Chambre du Roi, et de Jeanne de Jaureguy. Elle se remaria, en secondes noces, à messire Corentin Le Lagadec, Seigneur de Kerouzit.
    │                  │                   │             │            │              │ 
    │                  │                   │             │            │              ├─> Anne Jacquette de Musuillac, épouse messire Hervé du Bot, Seigneur dudit lieu et demeurant au manoir du Bot, paroisse de 
Quimerch
, évêché de 
Quimper
.
    │                  │                   │             │            │              │ 
    │                  │                   │             │            │              ├─>Thérèse Ollive de Musuillac, épouse en premières noces messire Pierre du Leslay, Seigneur de Keranguével, en la paroisse de 
Paule
, évêché de 
Cornouaille
, fils de Louis du Leslay, Seigneur de Keranguével, et de Marguerite de Poulmic. Veuve sans enfants, elle se remaria à messire Claude François de Botloy, Seigneur du Billo, près de Tréguier, veuf d'Anne de Montfort.
    │                  │                   │             │            │              │ 
    │                  │                   │             │            │              ├─> Renée de Musuillac née le 20 juillet 1662 à Pratuloch, paroisse de 
Cléden-Poher
, épouse messire Maurice Le Rouge, Seigneur de Kermeur et du Kergoat.
    │                  │                   │             │            │              │ 
    │                  │                   │             │            │              └─> Marguerite Brigitte de Musuillac, épouse messire Mathurin Claude du Chastel, Seigneur de la terre et seigneurie de 
Bruillac
 où ils demeuraient, paroisse de 
Plounérin
, 
évêché de Tréguier
, fils de Jean du Chastel, Seigneur de Coetengars, Bruillac, etc., et de Jeanne le Long de Keranroux, sa seconde femme.
    │                  │                   │             │            │    
    │                  │                   │             │            └─> Une fille.
    │                  │                   │             │
    │                  │                                 └─> Jeanne de Musuillac, épouse Jan de Lorveloux, Seigneur de Trévien.
    │                  │                   │ 
    │                  │                   ├─> Louise de Musuillac, épouse le 20 juillet 
1572
, Ecuyer Charles Gouro, fils d'Ecuyer Jean Gouro, Seigneur de Pommeri, et de Françoise de Boisorcan.
    │                  │                   │ 
    │                  │                   └─> Jacques de Musuillac.
    │                  │ 
    │                  └─> Sylvestre de Musuillac, qui mourut sans hoirs.
    │ 
    └─> Jeanne de Musuillac, épouse Tristan de la Lande.
```

## Armes
| Blason                                                       | Nom de la famille et blasonnement                             | Devise |
| ------------------------------------------------------------ | ------------------------------------------------------------- | ------ |
| Famille de Muzillac: de gueules au léopard lionné d’hermines | Famille de Muzillac, De gueules, au léopard lionné d'hermine. |        |

## Possessions
- Seigneur de la Chauvelière, Terre et Seigneurie, Moyenne Justice, Missillac, en 1428 à Pierre de Muzillac.
- Château de Châteaugal, Landeleau
- Seigneur du Cleuz-de-propre, Saint-Nazaire
- Seigneur du Cran, Spézet
- Seigneur de Crapado,
- Seigneur des Isles,
- Seigneur de Kerdréan, Plougoumelen
- Seigneur de Kerglas, Elliant
- Seigneur de Kermainguy, Elliant
- Comte de Muzillac
- Seigneur de Pontsal, Plougoumelen
- Seigneur de Pratulo, Cléden-Poher
- Château de Séréac, Muzillac
- Baron de Tréanna, Elliant
- Seigneur de Tréambert, Saint-Molf, en 1540 à Jean de Muzillac et en 1561 à Guillaume de Muzillac
- Seigneur de Trévaly, guérande
- Seigneur de Tymeur,
- Seigneur de Vaujouer, Surzur
- Seigneur de la Villeneuve, Mesquer, en 1575 à Guillaume de Muzillac.